# Sáo lưng tía
Sáo lưng tía, sáo đá lưng đen hay sáo Dauria (danh pháp hai phần: Agropsar sturninus) là một loài chim thuộc Họ Sáo. Loài này phân bố ở Campuchia, Trung Quốc, Hong Kong, Ấn Độ, Indonesia, Nhật Bản, bán đảo Triều Tiên, Lào, Malaysia, Mông Cổ, Myanmar, Nga, Singapore, Đài Loan, Thái Lan, Việt Nam. Cũng ghi nhận tại Na Uy, Pakistan và Đảo Christmas, nhưng có lẽ chỉ là do bay lang thang. Môi trường sinh sống tự nhiên của chúng là rừng phương bắc và rừng ôn đới.